# Joe Staley
Joe Staley (Rockford, 30 agosto 1984) è un ex giocatore di football americano statunitense che ha militato nel ruolo di offensive tackle per i San Francisco 49ers della National Football League (NFL). Fu scelto nel corso del primo giro (28º assoluto) del Draft NFL 2007 dai 49rs. Al college ha giocato a football alla Central Michigan University.

## Carriera professionistica

### San Francisco 49ers

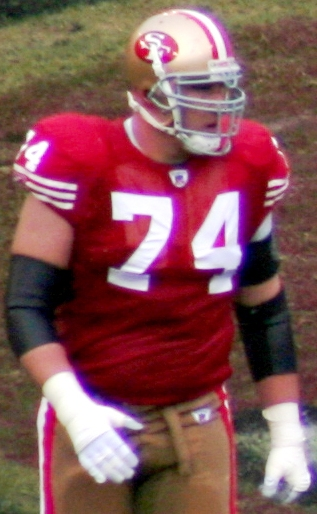
Staley coi 49ers

I 49ers acquisirono Staley after dopo aver scambiato la loro prima scelta del primo giro con New England Patriots. I Niners la loro scelta del primo giro del Draft NFL 2008 (con cui i Patriots selezionarono Jerod Mayo) e una scelta del quarto giro del 2007. New England in seguito cedette la scelta del quarto giro agli Oakland Raiders per il wide receiver Randy Moss.
Il 28 agosto 2007, Staley fu nominato tackle destro titolare superando Kwame Harris. Nella sua stagione da rookie disputò tutte le 16 gare stagionali come titolare, concedendo agli avversari 8 sack.
Nella stagione NFL 208, Staley fu spostato nel ruolo di tackle sinistro giocando come titolare in ogni partita e concedendo nuovamente solo 8,5 sack.
Prima della stagione 2009, Staley firmò un'estensione contrattuale di 6 anni, per rimanere con San Francisco fino al 2017. Staley saltò sette gare nella stagione a causa di un infortunio a un gionocchio, ma giocò come titolare tutte le altre nove concedendo solo tre sack e non subendo alcuna penalità.
Il 30 ottobre 2011, Staley fu nominato tackle eleggibile e ricevette un passaggio chiave conquistando un primo down nella vittoria dei 49ers 20-10 sui Cleveland Browns. A fine stagione, Joe fu convocato come tackle titolare per il suo primo Pro Bowl, fu inserito nella formazione ideale della stagione All-Pro e fu votato al 67º posto nella NFL Top 100, l'annuale classifica dei migliori cento giocatori della stagione. I Niners vinsero la propria division con un record di 13-3. Nei playoff eliminarono i New Orleans Saints, qualificandosi per la finale della NFC, dove furono sconfitti ai supplementari dai New York Giants, futuri vincitori del Super Bowl XLVI.
Il 26 dicembre 2012, Joe fu convocato per il secondo Pro Bowl consecutivo e il 12 gennaio 2013 fu inserito nel Second-team All-Pro. Il 3 febbraio 2013 Staley partì come titolare nel Super Bowl XLVII ma i 49ers furono sconfitti 34-31 dai Baltimore Ravens. A fine anno fu classificato al numero 78 nella classifica dei migliori cento giocatori della stagione.
Nel 2013, Staley disputò per la terza stagione consecutiva tutte le 16 gare come titolare, venendo premiato con la terza convocazione al Pro Bowl e inserito nel Second-team All-Pro dall'Associated Press, mentre la Pro Football Writers Association lo inserì nel First-team. Fu inoltre votato al 75º posto nella NFL Top 100 dai suoi colleghi. Il 23 dicembre 2014 fu convocato per il quarto Pro Bowl in carriera, selezione che ottenne anche l'anno successivo.
Il 2 febbraio 2020 Staley partì come titolare nel Super Bowl LIV ma i 49ers furono sconfitti per 31-20 dai Kansas City Chiefs. Il 25 aprile 2020 annunciò il suo ritiro.

## Palmarès

### Franchigia
- National Football Conference Championship: 2

San Francisco 49ers: 2012, 2019

### Individuale
- Convocazioni al Pro Bowl: 6

2011, 2012, 2013, 2014, 2015, 2017
- First-team All-Pro: 1

2013
- Second-team All-Pro: 2

2011, 2012
- Formazione ideale della NFL degli anni 2010